# Cantó de Vilafranca de Lauragués
El cantó de Vilafranca de Lauragués és un cantó francès del departament de l'Alta Garona, a la regió d'Occitània. Està inclòs al districte de Tolosa, té 21 municipis i té com a cap cantonal Vilafranca de Lauragués.

## Municipis
- Avinhonet de Lauragués
- Bautevila
- Cessalas
- Fòlcarda
- Gardog
- La Garda de Lauragués
- Lutz
- Mauremont
- Montclar de Lauragués
- Montesquiu de Lauragués
- Montgalhard de Lauragués
- Renevila
- Riumajor
- Sant Germièr
- Sent Roma
- Sent Vincenç
- Trebons
- Valèga
- Vièlhavinha
- Vilafranca de Lauragués
- Vilanovèla